# Leonhardskapelle (Augsburg)

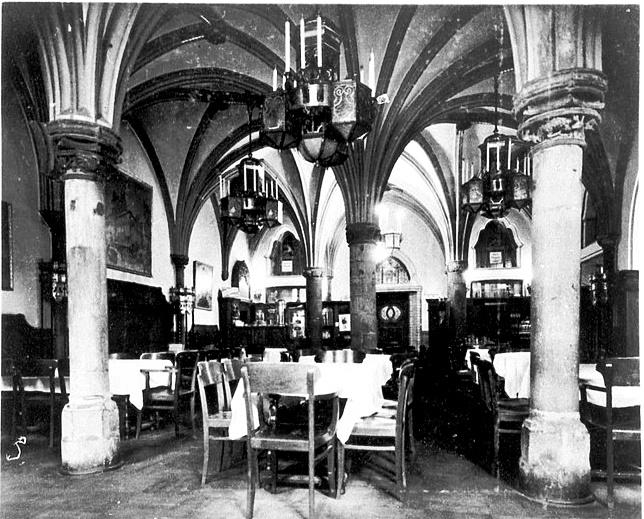
1913 wurde die Leonhardskapelle zur Gaststätte umgebaut.

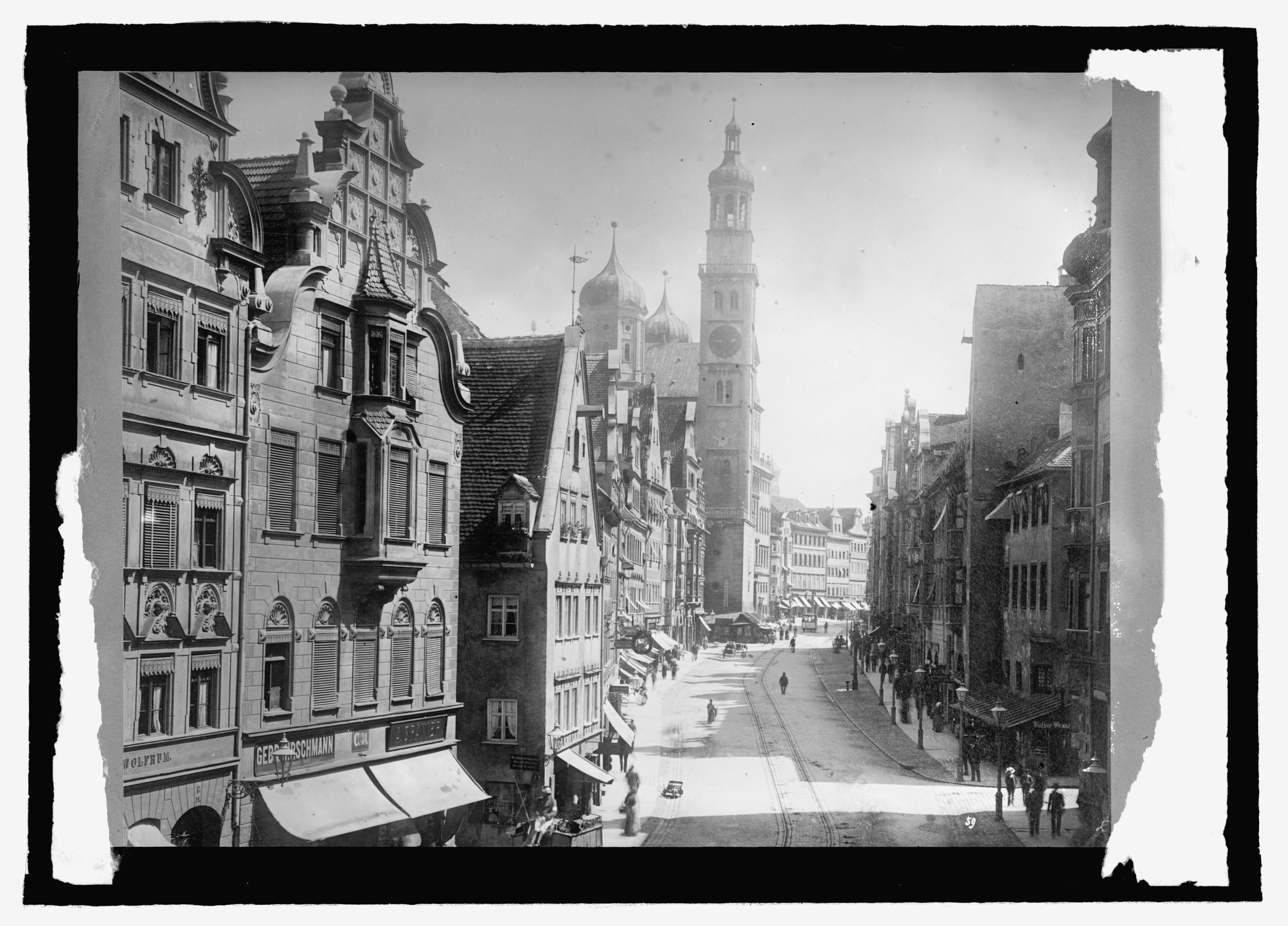
Das 1944 zerstörte Welserhaus, ganz rechts im Bild an der Ecke Karolinenstraße / Karlsstraße

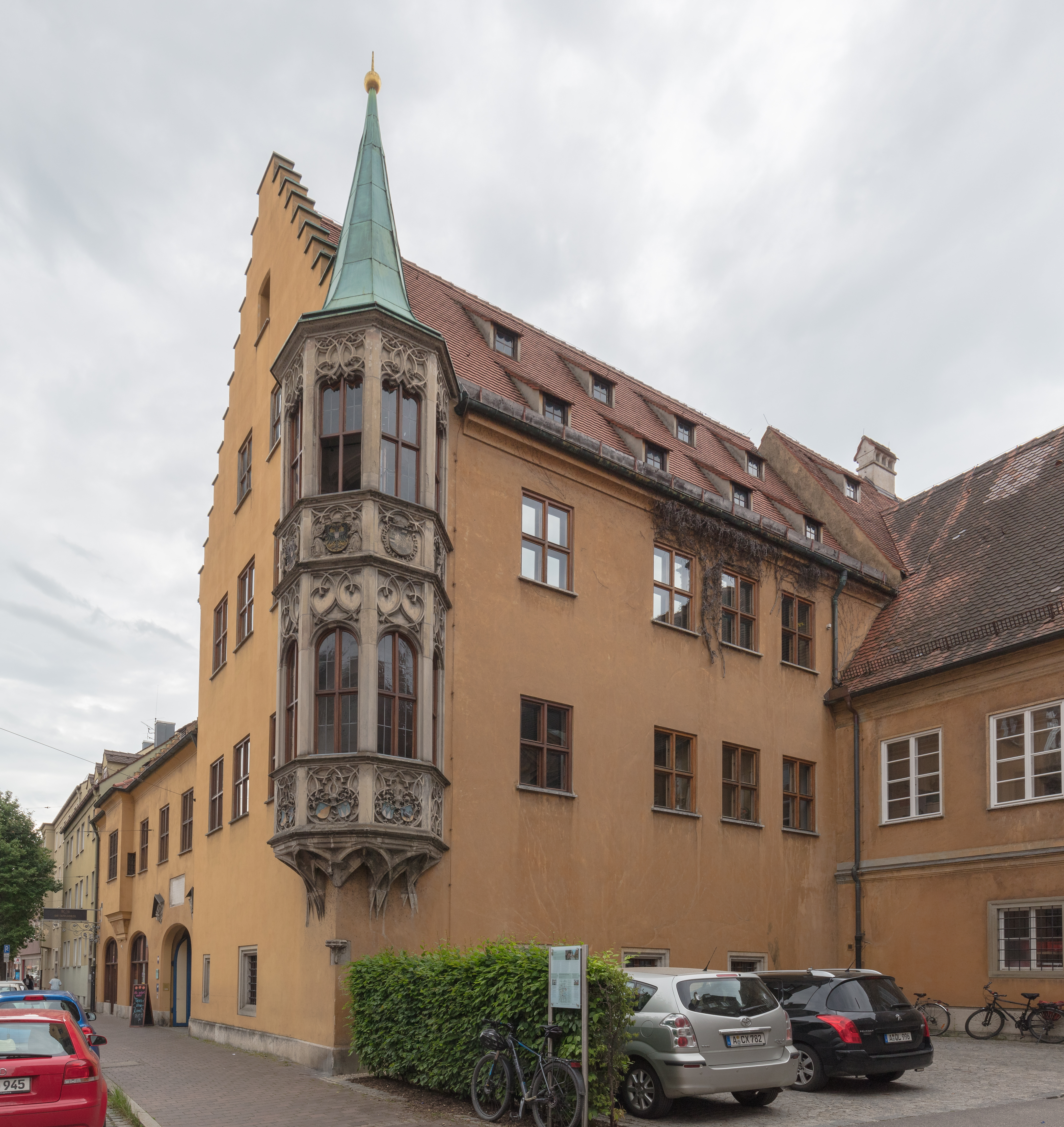
Die erhaltenen Teile der Kapelle bilden seit 1965 im Keller des Senioratsgebäudes der Fuggerei einen stilvollen Repräsentationsraum.

Die St.-Leonhards-Kapelle in Augsburg war ein profanierter Sakralbau im ehemaligen Stadtpalais der Welser, dem sogenannten Welserhaus, das sich an der Ecke Karolinenstraße / Karlstraße (ehem. Judengasse) befand und im Zweiten Weltkrieg zerstört wurde. Reste der Gewölbe baute man von 1963 bis 1965 im Keller des Senioratsgebäudes der Fuggerei ein. Die Kapelle dient heute für Repräsentationszwecke und kulturelle Veranstaltungen.

## Geschichte
Die Kapelle St. Lienhart wurde 1241 erstmals urkundlich erwähnt und war bis zur ersten Hälfte des 14. Jahrhunderts in Besitz des Augsburger Domkapitels. Wann sie errichtet wurde, ist nicht bekannt. Möglicherweise ist die Kapelle baulicher Nachfolger einer Synagoge an gleicher Stelle. 1351/55 wurde das angrenzende, damals als Haus auf dem Stein bezeichnete Anwesen, möglicherweise ein früherer Richtplatz von dem Augsburger Stadtpfleger Konrad Ilsung übernommen, der den Sakralbau als Hauskapelle nutzte. Man nimmt an, dass in dieser Epoche auch die erhaltenen Rippengewölbe entstanden sind. Mit dem Aussterben der Ilsung auf dem Stein kam das Anwesen 1422 an die Familie Welser und wurde seither als Welserhaus bezeichnet.
Laut einer Urkunde von 1503 gestattete das Domkapitel dem Patrizier Anton Welser als Lehensherr der Pründe, an der St.-Leonhards-Kapelle Umbauarbeiten durchzuführen, wobei er einen Durchgang von der Kapelle zu seinem Wohnhaus errichtete. In diesem Jahr soll auch die Profanierung erfolgt sein. 1539 ließ dessen Sohn, der Patrizier Bartholomäus Welser, die Kapelle in sein Anwesen integrieren und dort sein Bankhaus einrichten. Dabei wurde die bisher frei stehende Kapelle überbaut. Die Welser vererbten das Anwesen im 18. Jahrhundert an die Familie Hößlin. 1880 ging es in den Besitz des Seifenfabrikanten J. Freyinger über, der dort eine Seifenfabrikation mit Ladengeschäft betrieb. Zeitweise dienten die Gewölbe als Eisenwarenlager des Simon Einstoss. 1913 wurde die Kapelle zur Gaststätte St.-Leonhards-Kapelle umfunktioniert, welche bis 1944 als solche diente.
Mit den Luftangriffen auf Augsburg in der Nacht vom 25. auf den 26. Februar 1944 wurde das mittelalterliche Welserhaus zerstört, die spätgotischen Gewölbe der Kapelle waren jedoch erhalten. Nachdem der einstige Sakralbau fast zehn Jahre lange nur notdürftig durch eine Bretterverschalung geschützt war, entschloss sich der Stadtrat aufgrund des ruinösen Zustandes im Juni 1955 für eine Aufhebung des Denkmalschutzes. Auch wurde gegen eine Zusage von Seiten des Bayerischen Landesamts für Denkmalpflege von 50.000 DM zur Erhaltung der Leonhardskapelle gestimmt, da dies niemals ausreichend für eine Erhaltung oder gar Rekonstruktion gewesen wäre. Im Oktober 1958 begann man schließlich mit dem Abbruch des Gebäudes, das mittlerweile auch dem Ausbau der Karlstraße zur autogerechten Ost-West-Achse im Wege stand. Die erhaltenen Säulen und Kapitelle wurden zerlegt und in der Dominikanerkirche zwischengelagert. In den Jahren 1963 bis 1965 erfolgte der Einbau in den Keller des Senioratsgebäudes der Fuggerei. An der Stelle des einstigen Welserhauses entstand ein modernes, sich formal an das frühere Erscheinungsbild anlehnende Geschäftshaus.